# Okręg Muri
Okręg Muri (niem. Bezirk Muri) – okręg w Szwajcarii, w kantonie Argowia, o pow. 138,96 km², zamieszkały przez ok. 38 374 osoby (31 grudnia 2022). Siedzibą okręgu jest gmina Muri. 

## Podział administracyjny
W skład okręgu wchodzi 19 gmin (Einwohnergemeinde):
1. Abtwil
2. Aristau
3. Auw
4. Beinwil (Freiamt)
5. Besenbüren
6. Bettwil
7. Boswil
8. Bünzen
9. Buttwil
10. Dietwil
11. Geltwil
12. Kallern
13. Merenschwand
14. Mühlau
15. Muri
16. Oberrüti
17. Rottenschwil
18. Sins
19. Waltenschwil

## Zmiany administracyjne
- 1 stycznia 2012
  - przyłączenie gminy Benzenschwil do gminy Merenschwand